# Chasmocephalon tingle
Chasmocephalon tingle är en spindelart som beskrevs av Norman I. Platnick och Forster 1989. Chasmocephalon tingle ingår i släktet Chasmocephalon och familjen Anapidae.
Artens utbredningsområde är Western Australia. Inga underarter finns listade i Catalogue of Life.